# Лувагга Кізіто
Лувагга Кізіто (англ. Luwagga Kizito, нар. 20 грудня 1993) — угандійський футболіст, нападник ізраїльського клубу «Хапоель» (Кфар-Сава) і національної збірної Уганди.

## Клубна кар'єра
У дорослому футболі дебютував 2009 року на батьківщині виступами за команду «Вайперс», в якій провів три сезони.
Влітку 2012 року перебрався до Європи на запрошення португальського «Лейшойнша», в якому провів півтора сезони, граючи у Сегунда-Лізі. Згодом ще півтора року відіграв на тому ж рівні за «Спортінг» (Ковільян), звідки перейшов до вищолігового «Ріу-Аве». У цій команді гравцем основного складу не став і першу половину 2016 року провів, граючи на умовах оренди за «Фейренсі», все в тому ж другому португальському дивізіоні.
Влітку 2017 року приєднався до румунського КСМ Політехніка. Перебуваючи на контракті з румунським клубом, частину 2018 року провів в оренді в білоруському БАТЕ, в якому лише тричі виходив на поле в іграх переможного для команди з Борисова чемпіонату Білорусі, а 2019 року також на правах оренди грав у Казахстані за карагандинський «Шахтар».
У січні 2020 року став гравцем ізраїльського «Хапоеля» (Кфар-Сава).

## Виступи за збірну
2012 року дебютував в офіційних матчах у складі національної збірної Уганди.
У складі збірної був учасником Кубка африканських націй 2017 року в Габоні та Кубка африканських націй 2019 року в Єгипті.

## Титули і досягнення
- Чемпіон Білорусі (1):

БАТЕ: 2018